# Jumper (informática)

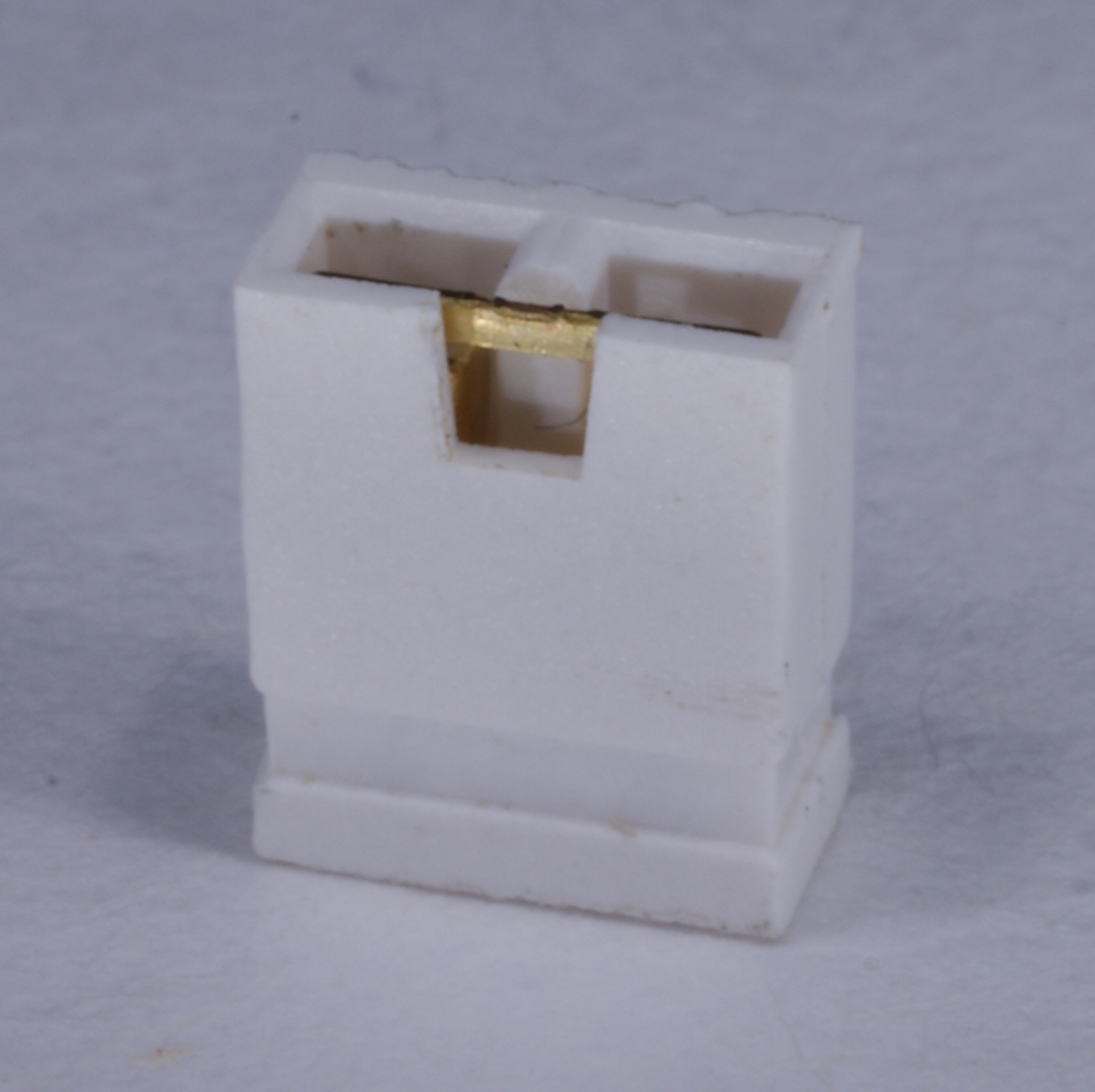
Jumper

En electrónica y en particular en informática, un jumper es un elemento que permite cerrar el circuito eléctrico del que forma parte dos conexiones. Esto puede hacerse mediante soldadura (se derrite suficiente estaño para cerrar el circuito), soldando un cable o alambre entre ambos puntos o, lo más frecuente, conectando dos pines en hilera o paralelo mediante una pieza de plástico que protege el material conductor que cierra el circuito. Los más habituales tienen tamaños de 2,54 mm, 2 mm y 1,27 mm.

## Características

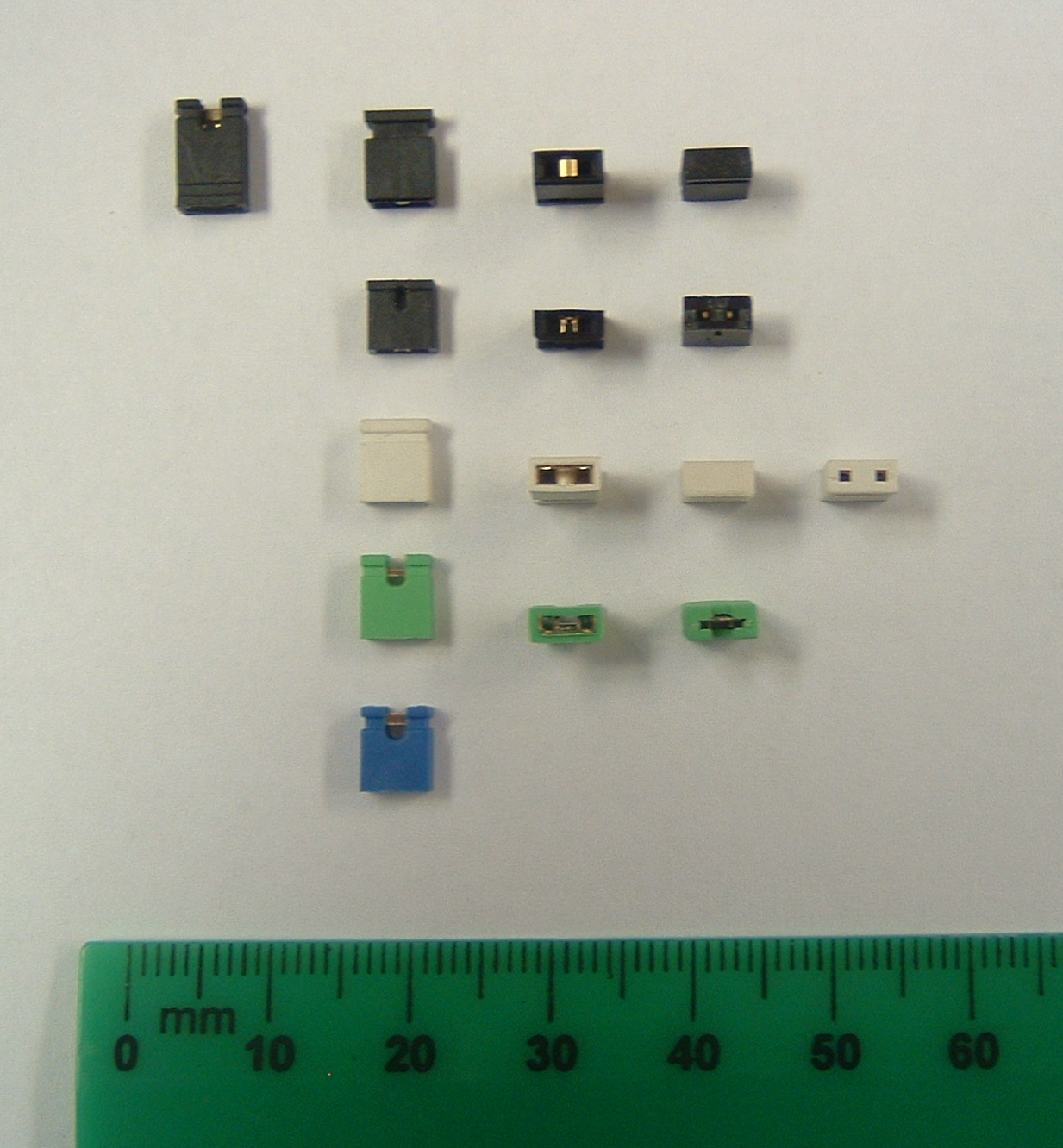
Jumpers de diferentes colores.

En las disqueteras antiguas, que tenían diferentes comportamientos y configuraciones en función del ordenador a que se conectaban (por ej, letra/identificador de unidad, 40 u 80 pistas, modos especiales sólo soportados por el Commodore Amiga, etc.) era muy frecuente ver hileras de pines con jumpers y serigrafiadas al lado de cada pareja de pines, iniciales enigmáticas solo conocidas por los técnicos de soporte. La llegada de las unidades de alta densidad (HD) y el triunfo del compatible IBM PC hizo que esos jumpers desaparecieran, aunque algunas unidades HD soportaban automáticamente esas configuraciones (por ejemplo algunas unidades HD de compatibles Olivetti 286/386 se podían conectar directamente en un Commodore Amiga soportando todos sus formatos especiales y el de alta densidad del PC) por la integración de componentes discretos.
La principal dificultad al hacer la configuración, es la información del fabricante del dispositivo, que en algunos casos, está solamente en el manual de operación del mismo o algunas veces, con su leyenda respectiva impresa en la placa de circuito impreso donde está montado el jumper.

## Placas madre

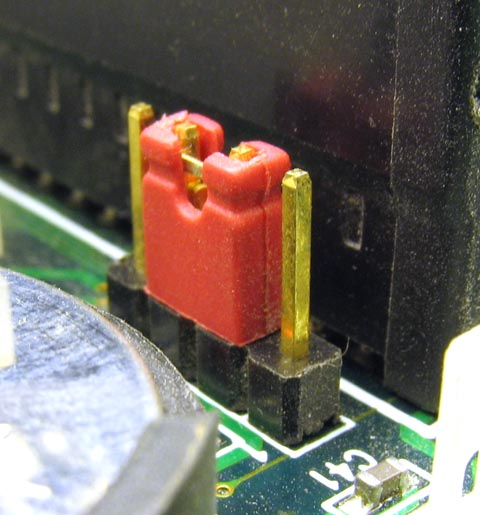
Un jumper usado en una placa base.

Antes de usar las tecnologías " JumperFREE "    de ASUSTeK en el BIOS de configuración, que le permiten configurar dispositivos en la placa base y sus modos, se usaban puentes (o bloques de interruptores DIP ) para configurar controladores funcionales y el conjunto de chips de la placa base:
- Para restablecer la configuración de la memoria no volátil . A veces se instala un botón en la placa en lugar de un puente, lo que es más conveniente para el usuario y evita problemas asociados con un puente olvidado en la posición de reinicio[3]
- Para seleccionar una fuente de alimentación: ya sea "regular" +5 voltios, o +5 voltios proporcionados durante el modo de ahorro de energía activo (llamado 5VSB ):[4] Configuraciones de bus USB - USBPWR o Teclados - KBPWR
- en caso de NO-conexión en el panel frontal del chasis del conector de salida de audio “ AAFP ” ( AC' 97 o especificación HD Audio ), es necesario puentear en pares los pines 1) Line out L y el opuesto, denotado como NC y 2) Line out R y lo contrario, denotado como NC .[5]

## Otros usos

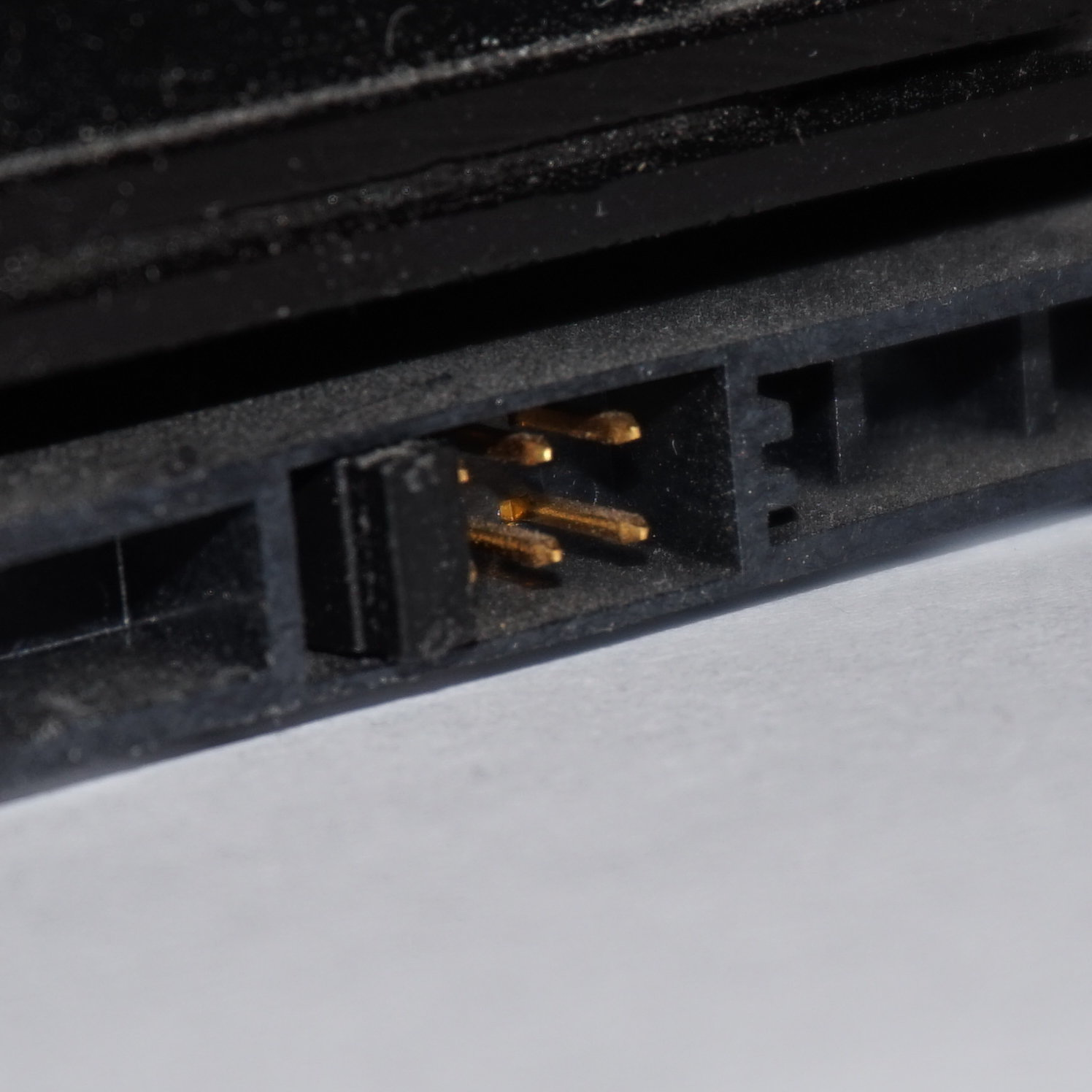
Jumpers de disco duro SATA

Los jumpers siguen siendo hasta ahora una forma rápida de configuración de hardware aplicando las características de los fabricantes. Esto permite fabricar dispositivos que se adecuan a diferentes fines con facilidad, incluso para un usuario inexperto. Pero suelen emplearse en funciones que no se van a alterar con frecuencia, como configurar el ID SCSI de un disco duro interno, o definir como dispositivo maestro, esclavo o cable select un dispositivo IDE (disco duro, unidad óptica, Unidad Zip...)
La apertura o cierre de uno de estos puentes activa o desactiva prestaciones del dispositivo. Esto puede hacerse también mediante un interruptor DIP, pero es más voluminoso y caro. Siendo su uso más común el configurar una placa base o uno de sus periféricos o tarjetas de ampliación, la optimización y concentración de circuitería en chipsets han hecho que uno de sus usos más comunes en los PCs x86, determinar las frecuencias de reloj de diferentes elementos del microprocesador se realice ahora de modo electrónico modificando valores en el BIOS o en programas de utilidad.

Otro de sus usos frecuentes ha sido en tarjetas de sonido y tarjetas gráficas para fijar el modo emulado al arrancar.

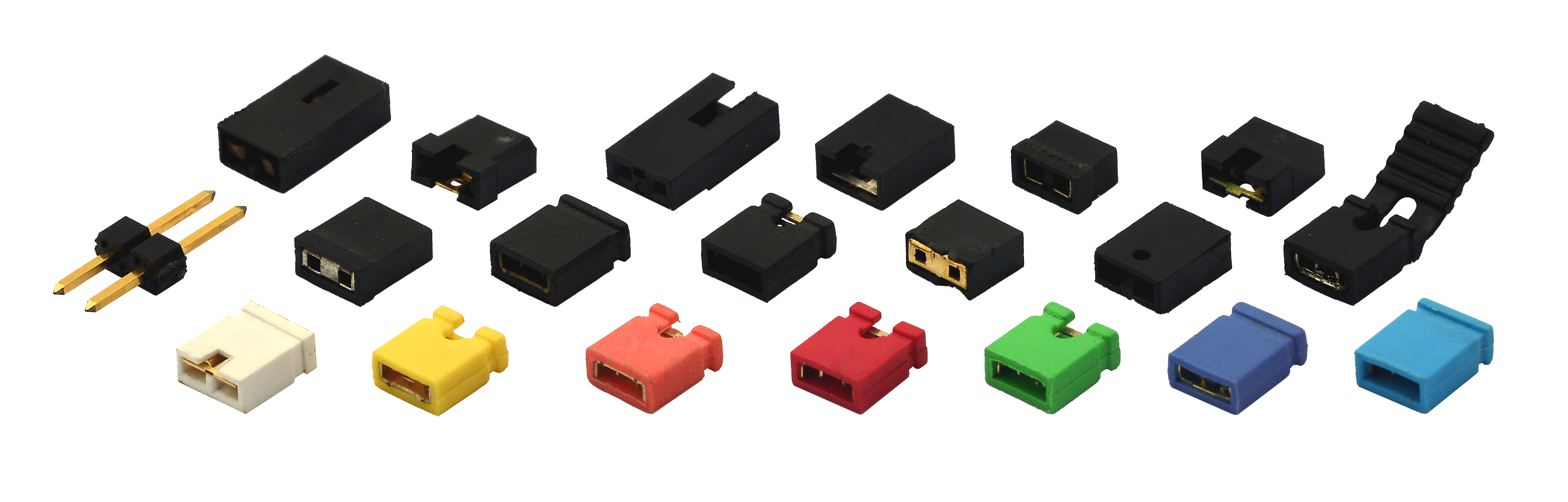
Diferentes tipos y colores de puentes, con un par de pines de puente para escala.